# Художественный музей Принстонского университета
Художественный музей Принстонского университета (англ. Princeton University Art Museum; сокр. PUAM) — музей при Принстонском университете, где находится более 92000 произведений искусства от античности до современного периода. Музей университета служит внутренним целям повышения преподавания и исследования в области искусства и культуры, а также открыт для посетителей со всего мира. Его коллекция содержит экспонаты Средиземноморского региона, Западной Европы, Китая, Латинской Америки и Соединённых Штатов.
В музее имеется большая коллекция греческих и римских древностей, в том числе керамики, мрамора, бронзы и римской мозаики от раскопок сотрудников Принстонского университета в Антиохии. Средневековая Европа представлена скульптурой, изделиями из металла и цветного стекла. Коллекция западноевропейских картин включает полотна от раннего Возрождения до XIX века; также имеется растущая коллекция XX века и современного искусства. Фотографические запасы музея являются особой примечательностью, насчитывающей более 27000 работ от изобретения дагерротипии в 1839 году по настоящее время. Известна азиатская художественная галерея, включающая в себя коллекцию китайской каллиграфии, живописи, древних бронзовых работ, нефритовой резьбы, а также фарфора.
Музей открыт во вторник, среду, пятницу и субботу с 10:00 до 17:00; в четверг с 10:00 до 21:00 и в воскресенье с 12:00 до 17:00. Вход бесплатный.

## История

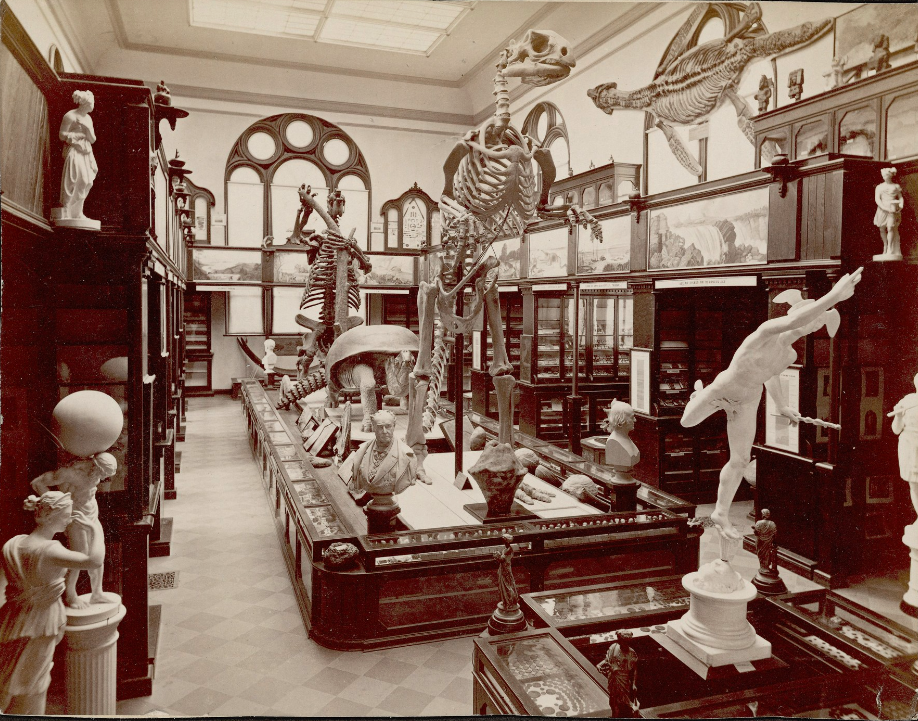
Один из залов Nassau Hall, 1886 год

Первым художественным произведением, принадлежащим Колледжу Нью-Джерси (переименован в Принстонский университет в 1896 году) и выставленным в нём, был портрет Джонатана Белчера, губернатора провинции Нью-Джерси, который способствовал созданию колледжа. Портрет был подарен учебному заведению самим губернатором, незадолго до того, как колледж переехал в 1756 году во вновь построенный Nassau Hall. Затем к нему присоединился портрет английского короля Георга II, который выдал патентное письмо на создание колледжа. Эти портреты висели в центральном молитвенном зале и были выставлены рядом с имеющимися на тот момент древностями и объектами естественной истории. Обе картины были уничтожены во время Принстонского сражения 1777 года. Другие артефакты были уничтожены в 1802 году во время пожара в здании, и колледж принял на себя обязательства по последующему сбору произведений искусства и культуры.
Формальное создание Художественного музея произошло под руководством Джеймса МакКоша — президента Колледжа Нью-Джерси с 1868 по 1888 годы. Шотландец привез с собой из Европы новые научные дисциплины, в том числе и историю искусства. К 1882 году он поручил Уильяму Прайму, принстонскому выпускнику и основателю попечительского совета Метрополитен-музея, а также Джорджу МакКлеллану, генерал гражданской войны, а затем губернатору Нью-Джерси, создание учебной программы по этой дисциплине.
Музей и существующая по настоящее время кафедра искусства и археологии, были официально созданы в 1882 году Алланом Марквандом, ставшим первым преподавателем нового департамента и куратором музея. Эту должность он занимал по 1922 год. Первые экспонаты музейного собрания сначала располагались в  Nassau Hall. Новое пожаробезопасное здание музея было разработано архитектором Артуром Брауном и возведено в 1890 году на месте прежнего. К завершению строительства музей получил Trumball-Prime коллекцию керамики и фарфора от Уильяма Прайма и его жены. Несколько ранее музей приобрёл большую коллекцию кипрской керамики из Метрополитен-музея, а также этрусскую, римскую и южно-итальянскую керамику. Кроме этого коллекция была существенно пополнена за счёт пожертвования американского филантропа Эдварда Харкнесса.
В 1922 году Маркванда на посту директора сменил Frank Jewett Mather (1868—1953). Во время его работы университетский музей приобрёл большое количество картин и гравюр, в том числе несколько тысяч экспонатов, завещанных американским коллекционером Junius Spencer Morgan II (1867—1932) и полученных в 1933 году. В 1923 году музей расширился новым зданием — McCormick Hall, построенным по проекту архитектора Ralph Adams Cram (1863—1942) на средства Сайруса и Гарольда МакКормиков, выпускников Принстона. В этот период музей пополнился также подарками более чем 40 итальянских картин от выпускника университета Henry White Cannon, Jr. и более 500 табачных пузырьков (одна из лучших коллекций США) также его выпускника — полковника James A. Blair. Frank Jewett Mather служил директором музея по 1946 год, когда вышел на пенсию.

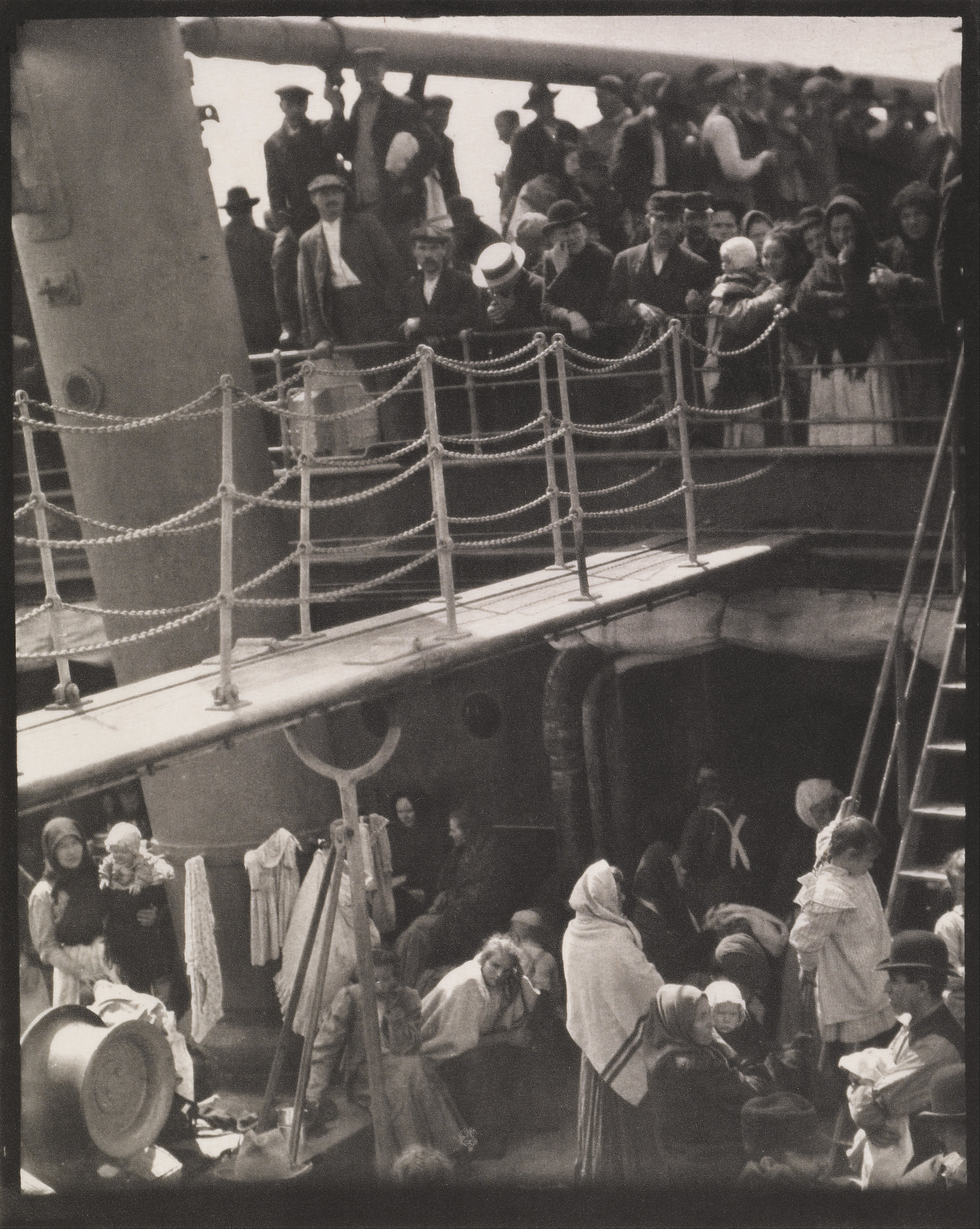
Фотография The Steerage

Ему на смену пришёл Ernest DeWald, выпускник 1946 года, один из участников программы Monuments, fine arts, and archives program, которая была создана в 1943 году для защиты культурных ценностей в районах военных действий во время и после Второй мировой войны. К двухсотлетию Принстонского университета (в 1946 году) он отремонтировал галереи музея. В 1949 году музею была подарена фотография Альфреда Стиглица The Steerage, которая положила начало фотографической коллекции музея.
В 1960 году Ernest DeWald на посту директора сменил Patrick Joseph Kelleher, также участник программы Monuments, Fine Arts, and Archives program. Он возглавил строительство здания для музея, что стало возможным благодаря сбору пожертвований на капитальный ремонт достопримечательностей университета, когда было собрано $53 млн. Оно было разработано архитектурным бюро Steinmann and Cain в интернациональном стиле и построено в 1966 году. В этот период весьма заметным пополнением музея стала коллекция скульптур  Putnam Collection of Sculpture, ставшая результатом анонимного пожертвования лейтенанта John B. Putnam Jr., погибшего в воздушном бою во время Второй мировой Войны. Коллекция содержит работы семнадцати крупных скульпторов XX века, в том числе Александра Колдера, Пабло Пикассо, Генри Мур, Луизы Невельсон, Исаму Ногути, Дэвида Смита и Тони Смита.  Директорство Patrick Kelleher было отмечено ростом фотографической коллекции музея, как важного её элемента.
В 1973 году ему на смену пришёл Питер Баннелл (род. 1937), проработавший на посту директора музея по 1978 год. В 1980 году музей возглавил Allen Rosenbaum, который уделил внимание на расширении коллекции старых мастеров живописи и в 1989 году руководил ещё одним расширением физического пространства на 27000 квадратных футов (2500 м²). В новом крыле были построены дополнительные выставочные пространства, студии консервации, а также учебные и складские помещения.
Затем Художественным музеем Принстонского университета руководила Susan M. Taylor, которую сменил нынешний его директор James Christen Steward. В 2015 году музей был включён туристическим путеводителем Fodor's в список 15 лучших музеев США.

Некоторые выдающиеся полотна музея
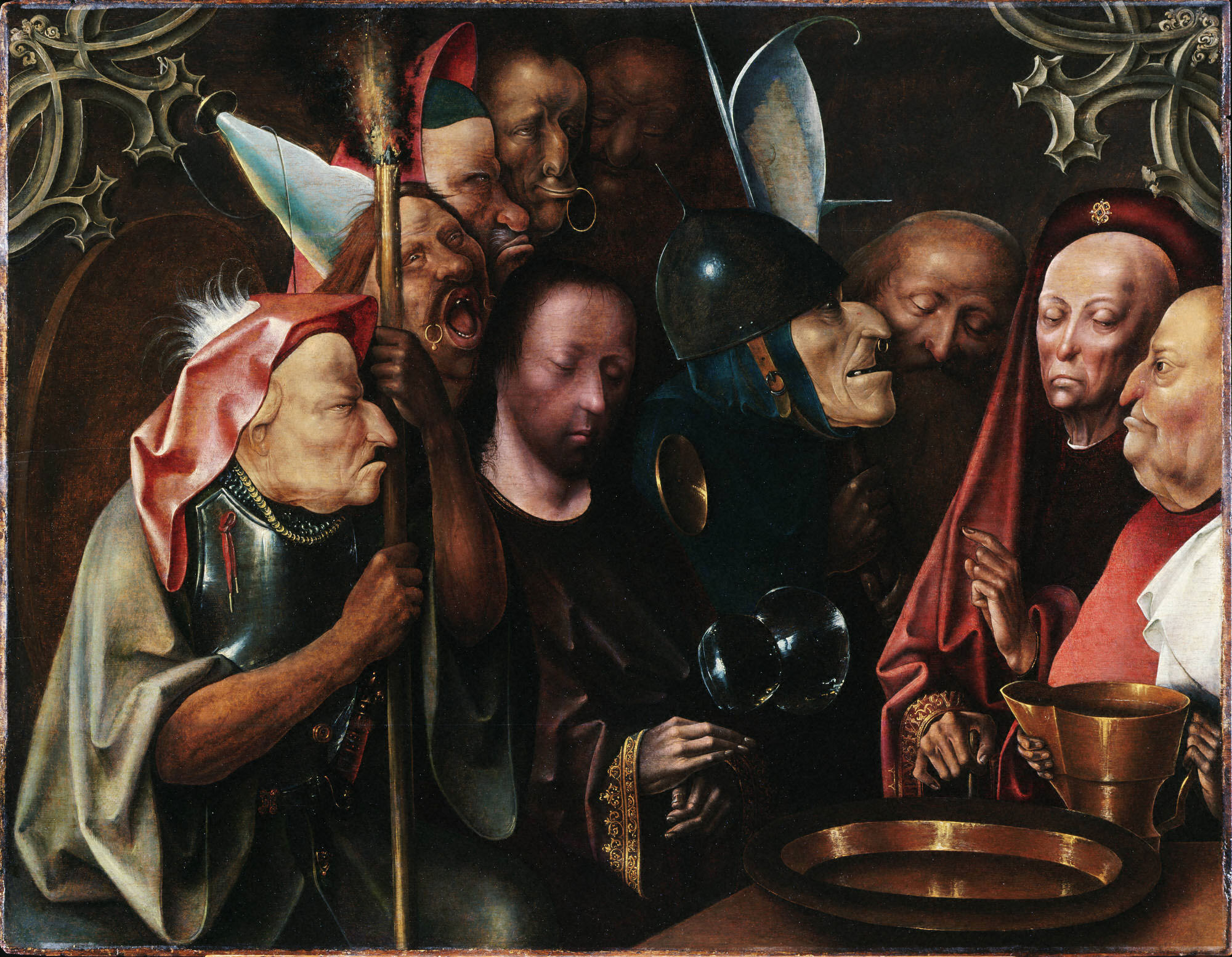
Иероним Босх, Christ Before Pilate
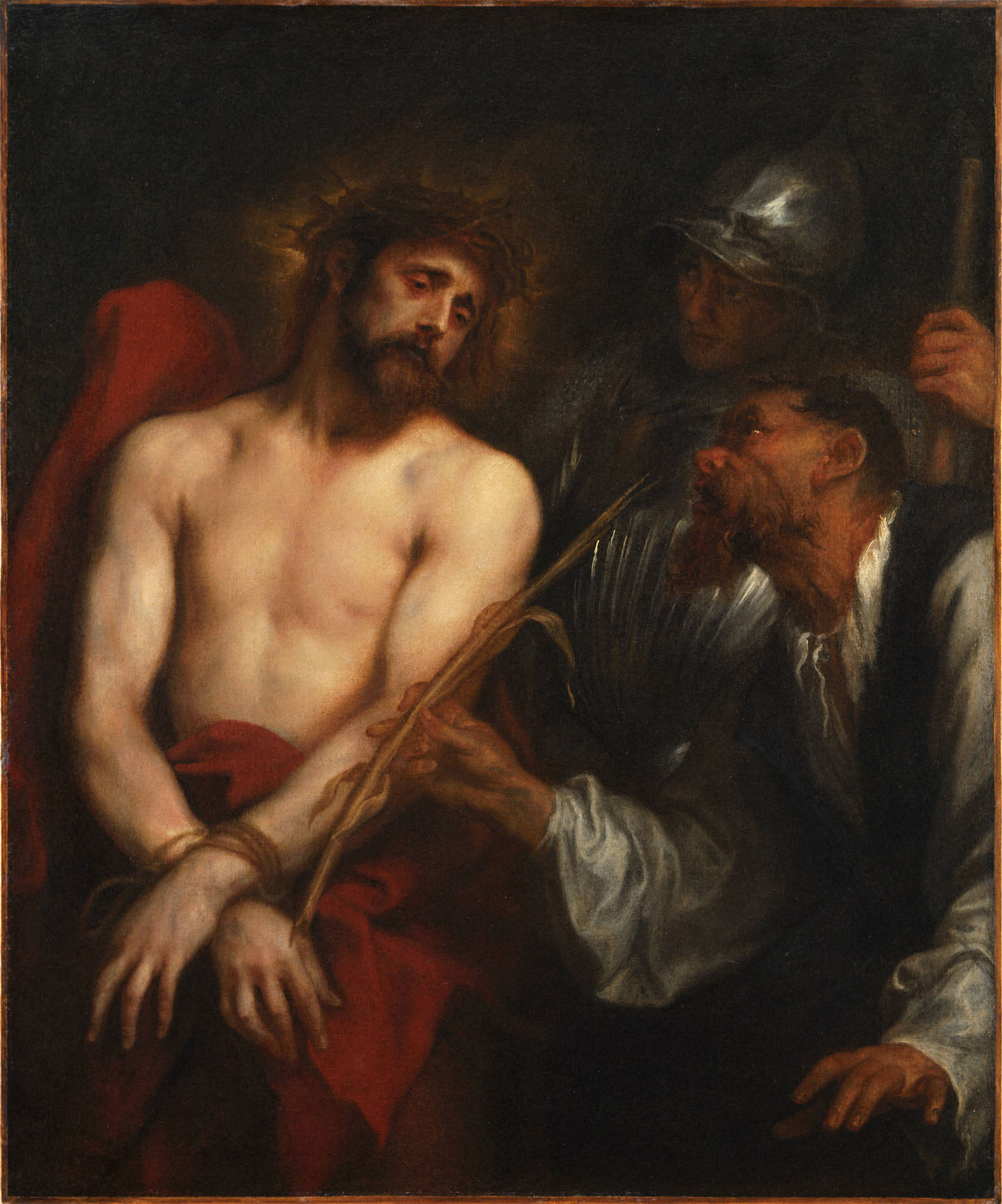
Антонис Ван Дейк, The Mocking of Christ
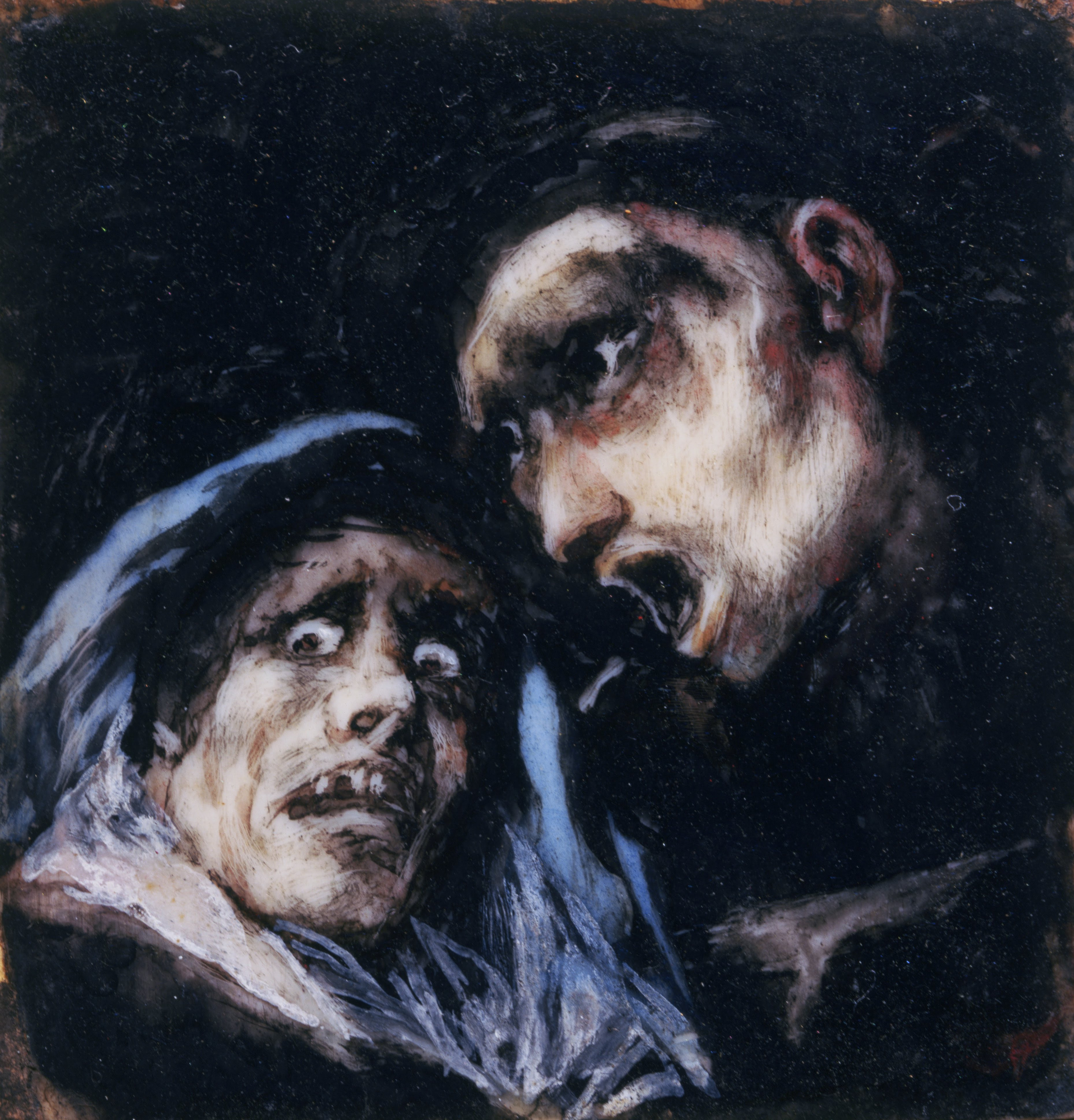
Франсиско Гойя, Monk Talking to an Old Woman
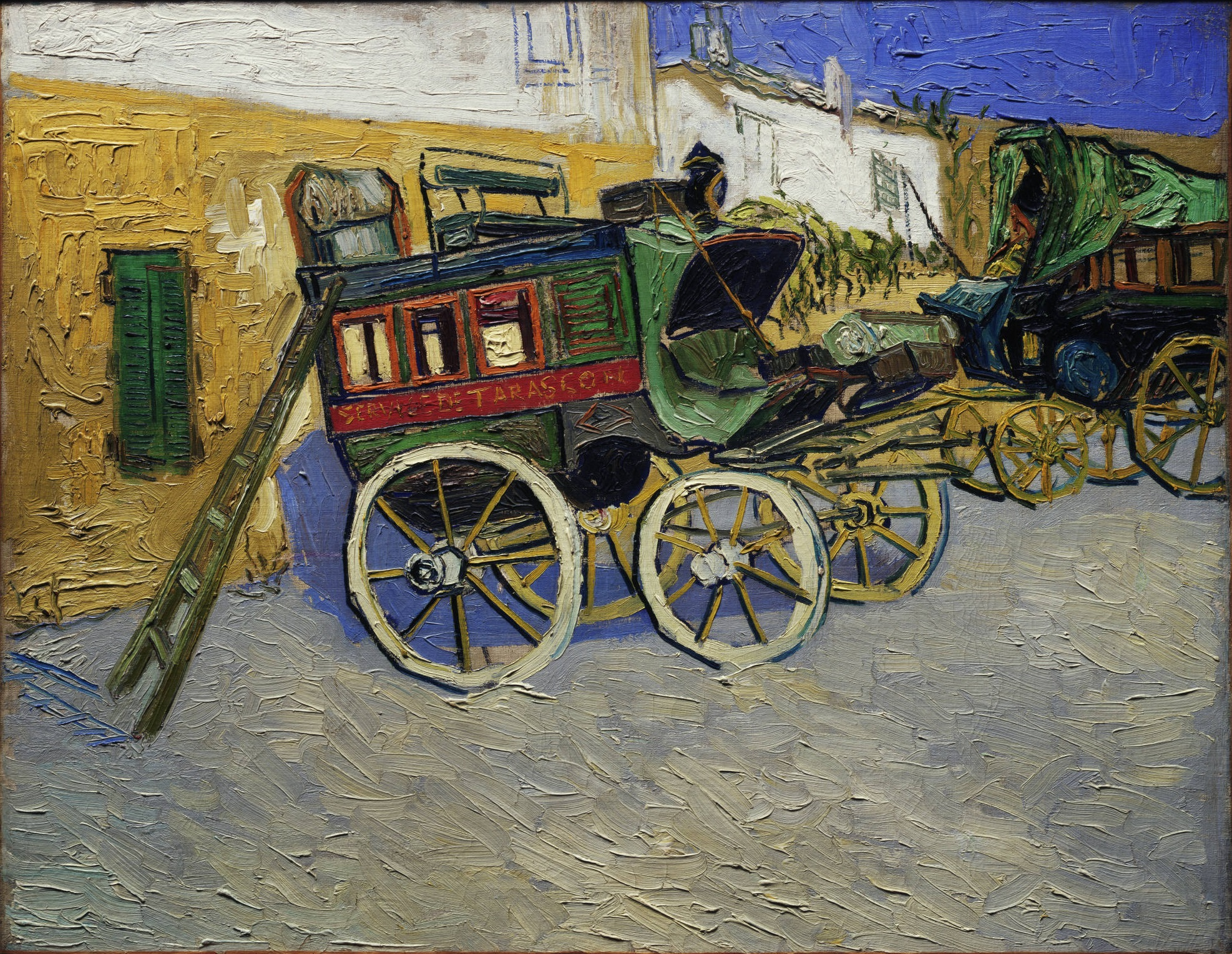
Винсент Ван Гог, The Stagecoach to Tarascon